# سیامک شایقی
سیامک شایقی (۲۰ مرداد ۱۳۳۳ – ۲۷ فروردین ۱۳۹۹) کارگردان، تهیه‌کننده، فیلم‌نامه‌نویس ایرانی و منتقد سینمای ایران بود.

## زندگی و فعالیت‌های هنری
سیامک شایقی در ۲۰ مرداد سال ۱۳۳۳ در آبادان زاده شد. او کارگردانی را در مدرسهٔ عالی سینما و تلویزیون آموخت و کارش را به عنوان منتقد سینمایی در ماهنامه فیلم آغاز کرد. وی همچنین فعالیت‌های هنری خود را با عنوان کارگردان فنی در سازمان صدا و سیما آغاز کرد. وی با عنوان دستیار کارگردان در فیلم‌های سینمایی مانند جدال به کارگردانی محمدعلی سجادی و حریم مهرورزی به کارگردانی ناصر غلامرضایی، حضور در سیما را تجربه نمود.
کارگردانی فیلم سینمایی جهیزیه‌ای برای رباب در سال ۱۳۶۶ نخستین تجربهٔ سیامک شایقی به عنوان کارگردان در سینمای ایران بود. او در زمینهٔ نویسندگی، تهیه‌کنندگی و نقد آثار سینمایی نیز فعالیت داشت.
در ۹ تیر ۱۳۹۸ مراسم بزرگداشت و تجلیل از سیامک شایقی، توسط کانون کارگردانان سینمای ایران در سالن عباس کیارستمی بنیاد سینمایی فارابی برگزار شد. در این برنامه از سوی بنیاد سینمایی فارابی، صندوق اعتباری هنر و کانون کارگردانان سینمای ایران با اهدای شاخه‌های گل، لوح تقدیر و هدایایی از خدمات هنری ۳۰ سالهٔ او تقدیر به عمل آمد.

## درگذشت
سیامک شایقی که به مدت ۳ سال به بیماری سرطان مبتلا بود در ۲۳ فروردین ۱۳۹۹ به کما رفت. او صبح روز ۲۷ فروردین ۱۳۹۹ در سن ۶۵ سالگی درگذشت.

## مراسم یادبود مجازی
به دلیل شرایط ناشی از همه‌گیری ویروس کرونا در ایران و رعایت ملاحظات بهداشتی، امکان برگزاری مراسم یادبود و بدرقهٔ پیکر سیامک شایقی به وجود نیامد. به همین دلیل برای نخستین‌بار در تاریخ ۳۰ فروردین ۱۳۹۹ از طرف کانون کارگردانان سینمای ایران، مراسم «یادبود مجازی» برای سیامک شایقی در اینستاگرام به‌طور زنده برگزار شد. مجری این برنامه رضا کیانیان بود.
در این برنامه افرادی همچون: سیروس الوند، فاطمه معتمدآریا، حامد بهداد، سام شایقی (پسر سیامک شایقی)، رخشان بنی‌اعتماد، لاله اسکندری، حبیب اسماعیلی، سعید شهرام، نیما شایقی (برادرزادهٔ سیامک شایقی)، خسرو دهقان و ابوالحسن داوودی حضور یافته و به بیان خاطرات خود از وی پرداختند.

## کارگردان
- ماه در جنگل (۱۳۹۴)
- خاطره آن شب بارانی  (١٣٩٣)
- ابرهای ارغوانی (۱۳۹۰)
- خواب زمستانی (۱۳۸۶)
- ارتفاع ۶/۴۵ (۱۳۸۵)
- باغ فردوس، پنج بعدازظهر (۱۳۸۴)
- شراره (۱۳۷۸)
- سیاه، سفید، خاکستری (سریال) (۱۳۷۵)
- مادرم گیسو (۱۳۷۴)
- در کمال خونسردی (۱۳۷۳)
- راه و بیراه (۱۳۷۰)
- رنو تهران - ۲۹ (۱۳۶۹)
- ستاره و الماس (۱۳۶۷)
- جهیزیه‌ای برای رباب (۱۳۶۶)

## نویسنده
- ماه در جنگل (۱۳۹۴)
- ابرهای ارغوانی (۱۳۹۰)
- خواب زمستانی (۱۳۸۶)
- باغ فردوس، پنج بعدازظهر (۱۳۸۴)
- شراره (۱۳۷۸)
- مادرم گیسو (۱۳۷۴)
- در کمال خونسردی (۱۳۷۳)

## تهیه‌کننده
- ماه در جنگل (۱۳۹۴)
- خواب زمستانی (۱۳۸۶)
- باغ فردوس، پنج بعد از ظهر (۱۳۸۴)
- مادرم گیسو (۱۳۷۴)
- راه و بیراه (۱۳۷۰)
- رنو تهران - ۲۹ (۱۳۶۹)